# Silhouette (chitarra)
La Silhouette è una chitarra elettrica prodotta dalla Music Man dal 1986, la prima progettata e disegnata dopo il passaggio a Ernie Ball nel 1984.

## Caratteristiche
Originariamente fu progettata da Dudley Gimple nel 1985, all'indomani dell'acquisizione della Music Man da parte di Ernie Ball, ed entrò in produzione nel 1986, primo strumento originale marcato Ernie Ball Music Man. Decisamente ispirata alla Fender Stratocaster, presenta tuttavia un corpo solido più compatto e modellato, e introduce anche sulle chitarre Music Man la tipica configurazione della paletta già adottata per i bassi, con le chiavette disposte 4+2. Realizzata sia con ponte fisso che con tremolo, il corpo è in ontano, il manico, fissato con cinque viti, è in acero e la tastiera a 24 tasti è dello stesso legno o in palissandro. La configurazione originaria dei pick-up prevedeva un humbucker DiMarzio al ponte, seguito da due single coil DiMarzio (HSS), con un equalizzatore attivo con due potenziometri per tono e volume e un selettore dei pick-up a cinque vie. Successivamente, nel 1995, è stata introdotta anche una versione "Special" a 22 tasti, con un humbucker DiMarzio al ponte, un single coil DiMarzio al centro e un altro humbucker DiMarzio al manico (HSH).
Dalla fine degli anni '90 ne viene prodotta anche una particolare versione baritona, chiamata "Silhouette Bass Guitar", con accordatura una quinta più bassa, La-La, o con accordatura Mi-Mi un'ottava sotto. Il corpo solido, privo di battipenna, è in pioppo, il manico e la tastiera a 22 tasti sono in acero, mentre la configurazione dei pick-up prevede due humbucker DiMarzio al ponte e al manico (HH), con un equalizzatore attivo a due potenziometri per tono e volume, una manopola serie/parallelo e un selettore dei pick-up a cinque vie.